# 汕头市西堂
23°21′30″N 116°40′26″E / 23.35833°N 116.67389°E

市西堂

汕头市西堂，原称锡安堂，于1958年11月改为现名，位于广东省汕头市民权路l46号，宾惠廉（既宾为霖，William Chalmers Burns）、戴德生及施饶理建于清朝咸丰八年（1858年）。原属于长老会，是“中华基督教会汕头区会”的堂会之一。它是汕头市区最早建成的礼拜堂，当时锡安堂所在地外马路还没铺路筑成，故有这样的说法：先有锡安堂，后有外马路，曾于1991年重建，现也为汕头市基督教三自爱国会及教务会办公室驻地。